# La Fayette (Alabama)

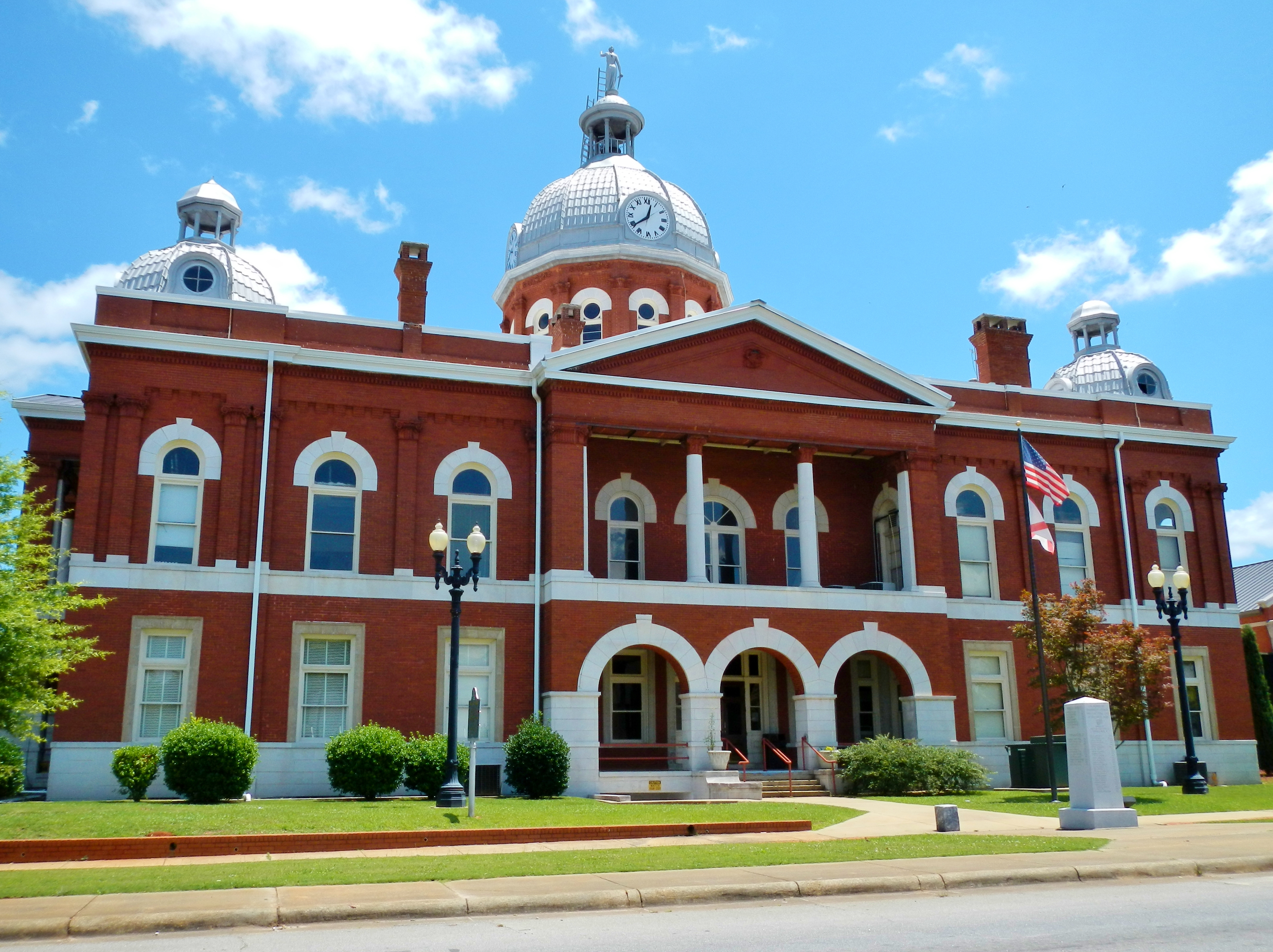
Das Courthouse im Chambers County Courthouse Square Historic District (2012)

La Fayette ist die County Seat des Chambers County, Alabama, USA, 76 Kilometer nordwestlich von Columbus, Georgia. Das U.S. Census Bureau hat bei der Volkszählung 2020 eine Einwohnerzahl von 2.684 ermittelt.

## Geschichte
Chambers County wurde 1832 gegründet. Die neu gewählten Kreisbeamten entschieden sich dafür, die Kreisstadt so nahe wie möglich am Zentrum der Grafschaft anzusiedeln. Im Oktober 1833 wurden Lose für die neue Stadt versteigert, wobei der Erlös aus dem Verkauf den Bau eines Gerichtsgebäudes und eines Gefängnisses finanzierte. Die Stadt wurde zuerst „Chambersville“ genannt, aber zum Zeitpunkt der Eingliederung am 7. Januar 1835 wurde der Ortsname in „Lafayette“ geändert, benannt nach dem Marquis de Lafayette. Seine Schreibweise wurde zu „LaFayette“ geändert, weil der Zeitungsredakteur Johnson J. Hooper einen fiktiven Charakter namens Captain Simon Suggs, einen Hinterwäldler aus dem Süden, der den Namen der Stadt als „La Fait“ aussprach, schuf. Die Stadtzeitung The LaFayette Sun wurde im April 1841 unter dem Namen The Alabama Standard gegründet und nahm ihren heutigen Namen am 3. August 1881 an.
Im Jahre 1898 wurde John Anderson, ein schwarzer Mann, in LaFayette von einem Mob wegen eines Mordes, den er nicht begangen hatte, gehängt.
Szenen aus dem Film Mississippi Burning wurden im Chambers County Courthouse und in der Innenstadt von LaFayette gedreht.
Lafayette ist der Geburtsort des Boxweltmeisters im Schwergewicht Joe Louis. Eine 2,4 Meter hohe Bronzestatue, die vom Bildhauer Casey Downing Jr. aus Mobile, Alabama, ausgeführt wurde, wurde zu Ehren Louis’ vor dem Chambers County Gerichtsgebäude errichtet. Es ist auch die Heimatstadt von Hoyt L. Sherman, einem der bedeutendsten Kunstprofessoren des Künstlers Roy Lichtenstein an der Ohio State University.
Drei Bauwerke und Stätten in La Fayette sind im National Register of Historic Places (NRHP) eingetragen (Stand 5. Juli 2019), darunter der Chambers County Courthouse Square Historic District.

## Geographie
Laut dem U.S. Census Bureau hat die Stadt eine Gesamtfläche von 23 Quadratkilometern (239 Quadratkilometer), von denen 0,027 Quadratmeilen (0,07 Quadratkilometer) oder 0,31 Prozent Wasser sind.

## Bildung
Die Chambers County School District bietet öffentliche Bildung für die Stadt. Innerhalb der Stadtgrenzen gibt es zwei Gymnasien (die Lafayette High School und die Chambers County Career Technical School), eine Mittelschule (JP Powell Middle School) und eine Grundschule (Eastside Elementary School).
Chambers Academy (Klassen von K bis 12) ist eine Privatschule der Stadt.

## Söhne und Töchter der Stadt
- Dave Butz (1950–2022), American-Football-Spieler
- Hal Finney (1905–1991), Baseballspieler
- Perry Griggs (* 1954), American-Football-Spieler
- Joe Louis (1914–1981), Boxer
- Leon Renfroe Meadows (1884–1953), Präsident der East Carolina University
- Arthur W. Mitchell (1883–1968), Politiker
- Gertrude Morgan (1900–1980), Künstler, Musiker, Dichter und Prediger
- Hoyt L. Sherman (1903–1981), Künstler, Designer und Professor für Bildende Kunst
- James Still (1906–2001), Dichter, Romanist und Folkloristik
- Mike Williams (* 1959), American-Football-Spieler